# Dérivation de la Colme

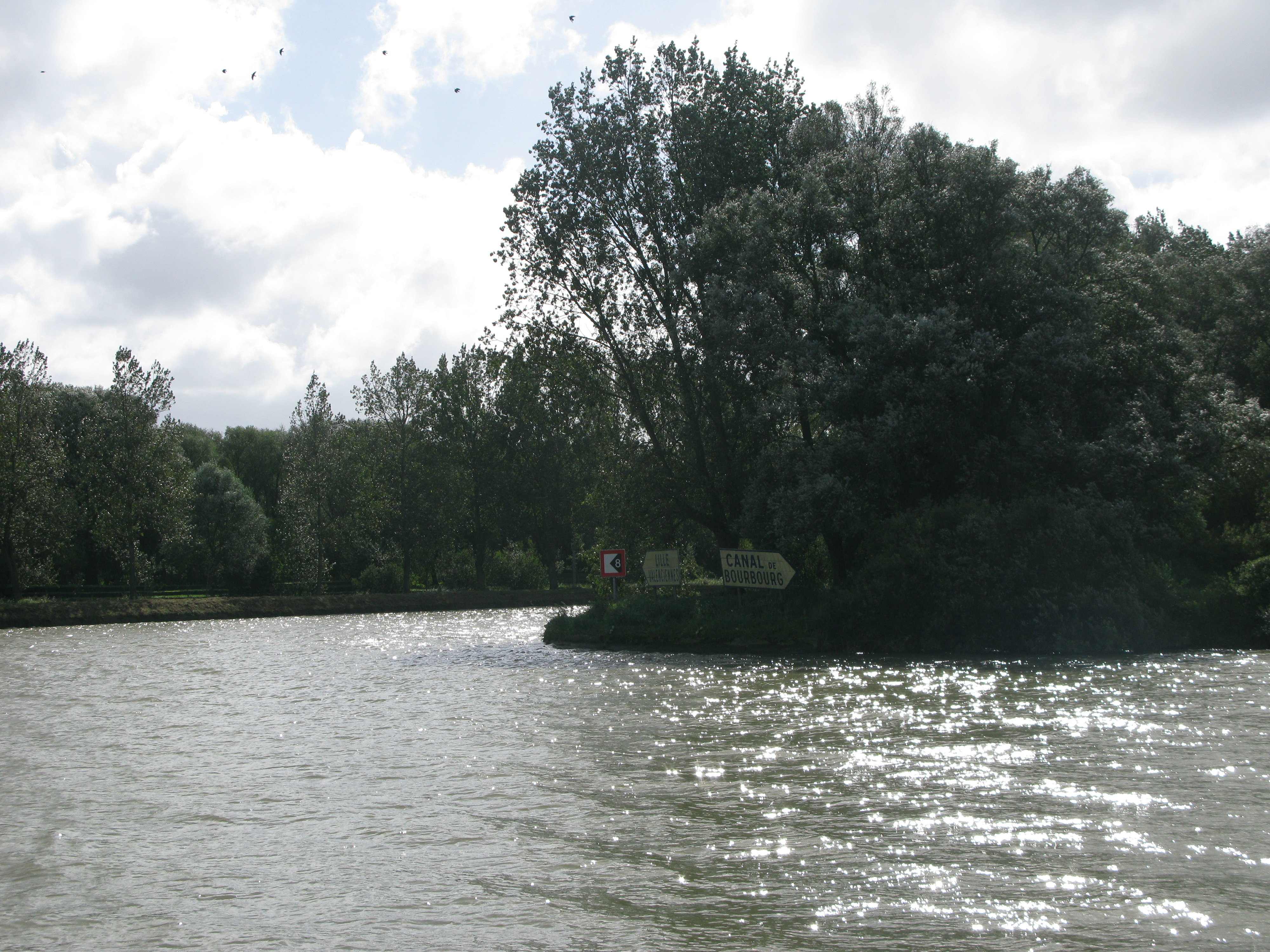
Carrefour entre la dérivation et le Canal de Bourbourg, à Coppenaxfort.

La Dérivation de la Colme, appelé également canal de Lynck ou canal de dérivation de la Haute Colme, est un canal français, situé dans le département du Nord.
Il permet d'assurer la liaison entre le canal de la Haute Colme à Lynck (commune de Looberghe, mais l'embranchement des canaux se trouve sur le territoire de Cappelle-Brouck) et le canal de Bourbourg à Coppenaxfort.
Cette jonction permet aux péniches venant de Saint-Omer de gagner plus rapidement Dunkerque sans passer par Bergues et plusieurs écluses, le niveau du canal de la Haute Colme étant le même que celui du  canal de Bourbourg. Elle permet d'accueillir des péniches de plus de 800 tonnes.
Elle fait partie de la liaison Dunkerque-Escaut.

## Histoire

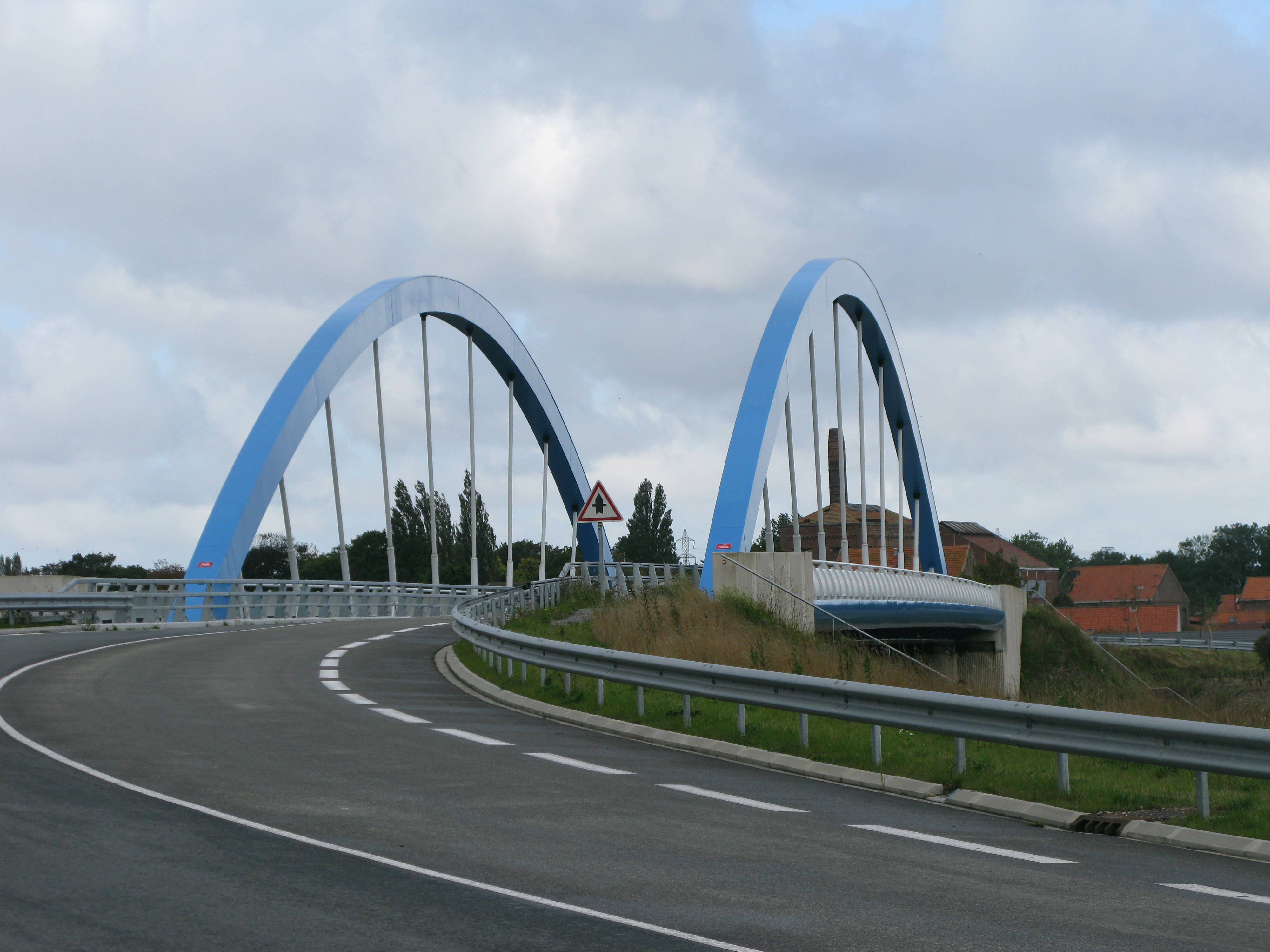
Nouveau pont de Coppenaxfort.

Les travaux du canal furent décidés par décret du 9 janvier 1929 par M. Dumas, ingénieur des ponts et chaussées à Lille. Le creusement a lieu en 1932.
En 1967, le canal est porté au grand gabarit européen (largeur de 52 m).
En 2007, un nouveau pont est construit à Brouckerque sur la dérivation de la Colme à côté de l'ancien pont de Coppenaxfort (qui sera ensuite démoli), plus haut (7 m au lieu de 5,65 m) pour des raisons de vétusté et répondre aux normes européennes. Le pont a été inauguré par le 20 juillet 2009 par le secrétaire d'Etat Dominique Bussereau. L'opération a été conduite sous maîtrise d’ouvrage VNF et son montant de 9,5 millions d’euros financé à 50 % par l’État et à 50 % la région Nord-Pas-de-Calais.

## Lien
- Dictionnaire des rivières et canaux dans le Projet Babel : le canal de la Colme